# Peredo da Bemposta
Peredo da Bemposta ist eine Gemeinde (Freguesia) im portugiesischen Kreis Mogadouro. In ihr leben 185 Einwohner (Stand 19. April 2021).